# حدود مرحلة الإدارة
حدود مرحلة الإدارة هي إحدى العمليات السبع التي تشكل منهجية المشاريع في البيئات الخاضعة للرقابة، النسخة الثانية «برينس 2»، وهو أسلوبٌ منهجيّ لإدارة المشاريع قام بتطويره مكتب التجارة الحكومية في المملكة المتحدة ، وتم استخدامه على نطاقٍ واسع في الحكومة البريطانية وقطاع الصناعة. والمبدأ الأساسي لحدود مرحلة الإدارة (SB) هو ضمان المحافظة على تركيز المشروع على تقديم المنفعة التجارية في نهاية كل مرحلة.

## الوصف
تُعد حدود مرحلة الإدارة إحدى العمليات السبع التي تم تحديدها في «برينس 2». وهي مرحلة اتخاذ القرار في استمرارية المشروع، والتي سيتم من خلالها إما الاستمرار في المشروع كما هو مخطط له أو تعديله أو إيقافه. وتنطوي العملية على مراجعة المرحلة الحالية (هل ما زالت حالة العمل صالحة، وهل يجب أن نتابع إلى المرحلة المقبلة؟)، بالإضافة إلى الإعداد للمرحلة التالية، واختيار المعلومات التي يمكن أن تكون ذات فائدةٍ في وقتٍ لاحق خلال المشروع.
وتتم إدارة هذه العملية بواسطة مدير المشروع، والذي يقوم بإبلاغ مجلس الإدارة باحتمالات النجاح في تحقيق الأهداف التجارية للمشروع، وخطة المشروع، بالإضافة إلى المخاطر والقضايا المتعلقة بها، وإذا وافق مجلس إدارة المشروع على نهاية المرحلة الحالية وخطة المرحلة المقبلة، فسيتم السماح باستمراره. لذا تُعد حدود مرحلة الإدارة عمليةً حيوية في إدارة المشروع.
وتتمثل أهداف العملية فيما يلي:
- إثبات تضمين وتحديد جميع المنتجات في المرحلة الحالية لمجلس إدارة المشروع.
- توفير المعلومات التي يطلبها مجلس إدارة المشروع لتقييم ما إذا كان المشروع لا يزال قابلاً للتطبيق أم لا.
- الحصول علي الترخيص والاحتمالات المتوقعة للمرحلة المقبلة
- تسجيل أية معلومات أو أية دروس قد تكون مفيدة في مراحل لاحقة أو في مشاريعٍ أخرى

وتتمثل منتجات العملية (المخرجات) فيما يلي:
- وقائع الخطة الحالية، وتُسْتَخْدَمُ لإظهار التحسينات الطارئة على خطة المرحلة الأصلية. وتمثل خطة المرحلة أساس المراقبة التي يقوم بها مدير المشروع يومًا بعد يوم وتحديد تفصيلي لأهم المنجزات، ومتطلبات الموارد والتكلفة الإجمالية.
- خطة المرحلة التالية، والتي تمثل مرحلة المعلومات الفعلية مع الحقائق والمعلومات التي تمت إضافتها، والتي تشكل جزءًا من معايير تقييم مجلس إدارة المشروع لاستمرار المشروع من عدمه.
- خطة المشروع المعدلة. تعطي خطة المشروع لمحةً عامة عن المشروع الإجمالي، وتحدد الإنجازات الرئيسية، ومتطلبات الموارد، والتكلفة الإجمالية، ونقاط التحكم الرئيسية في المشروع، مثل حدود المرحلة. ويستخدمها مجلس إدارة المشروع لقياس التقدم الذي تم إحرازه وتعديله وتحديثه لكي تعكس آخر المستجدات في المشروع.
- سجل المخاطر المحدث، والذي يحدد التعريفات والتقديرات وتقييم الأثر والتدابير المضادة لجميع مخاطر المشروع. ويتم إنشاؤه خلال مرحلة البدء وتطويره خلال فترة تنفيذ المشروع ويستخدمه مجلس إدارة المشروع للتأكد من جدوى المشروع.
- حالة العمل المعدلة. حالة العمل هي جزءٌ من تفويض المشروع ويتم إعدادها قبل البدء فيه. وتتضمن أسباب المشروع والفوائد التجارية المتوقعة والتكاليف والمخاطر المتوقعة. ويراقب مجلس إدارة المشروع مدى استمرار جدواه في مقابل حالة العمل هذه، والتي يتم تحديثها بناءً على أية تغييراتٍ جديدة.
- تقرير الدروس المستفادة، والذي يصف الدروس المستفادة من الأحداث التي تقع في كل مرحلة.
- قائمة فريق إدارة المشاريع المنقحة يضم هذا الفريق الهيكل الإداري لمجلس إدارة المشروع بالكامل وهو مدير المشروع بالإضافة إلى مديري أي فريق وأدوار ضمانات المشروع. ويتم التحقق من الفريق وتحديث التغييرات إن وجدت.
- تقرير المرحلة النهائية، ويقدمه مدير المشروع إلى مجلس إدارة المشروع ويحتوي على النتائج التي تحققت خلال المرحلة.

## وصلات خارجية
- APM Group
- The APM Group PRINCE2 site - contains list of Accredited Training Organisations
- Official Prince2 website by OGC (archived)